# Peix pelicà
El peix pelicà (Eurypharynx pelecanoides) és un peix abissal rarament vist pels humans encara que aquestes criatures s'enganxen de tant en tant a les xarxes dels pescadors. És un peix amb la forma d'una anguila, és l'única espècie del gènere Eurypharynx i de la família Eurypharyngidae. Pertany a l'ordre Saccopharyngiformes, els quals estan estretament relacionats amb les veritables anguiles.
El tret més distintiu del peix pelicà és la seva enorme boca, molt més gran que el seu cos. La boca està sense estrènyer mitjançant una articulació i pot obrir-se bastant per engolir a un peix de major grandària que ell mateix. La mandíbula inferior, semblant a una bossa, recorda a la mandíbula d'un pelicà, d'aquí el seu nom. L'estómac pot estirar-se i expandir-se per allotjar menjars grans. El peix pelicà utilitza una llarga cua amb forma de fuet per moure's. Al final de la mateixa posseeix un òrgan lluminós la finalitat del qual és atreure a les preses.
El peix pelicà s'alimenta principalment de peixos, gambetes i plàncton. Pot aconseguir una grandària que va des dels 61 cm fins al metre de longitud i se li pot trobar en mars tropicals i subtropicals en profunditats de 900 a 8000 metres.